# Hứa Do
Hứa Do là tên 1 vị ẩn sĩ danh tiếng sống vào thời Đường Nghiêu trong lịch sử Trung Quốc, theo truyền thuyết dân gian thì ông là người tài đức vẹn toàn trên thông thiên văn dưới tường địa lý và rất am hiểu về nhân tình thế thái.
Tuy nhiên Hứa Do không phải là một người hám danh lợi nên ông không ra làm quan hoặc tham gia các hoạt động xã hội, mà cuộc sống của ông chỉ là du sơn ngoạn thủy hoặc câu cá hoặc ẩn giật trong túp lều tranh với bầu rượu túi thơ. Bấy giờ đế Nghiêu làm thiên tử thấm thoát đã ngót 100 năm và bắt đầu cảm thấy mình già yếu, nhà vua nghe tin Hứa Do là người hiền đức bèn đích thân tìm đến tận nơi ở của ông tỏ ý muốn thiện nhượng. Nghe nhà vua nói xong ông lập tức từ chối với lý do thích cuộc sống an nhàn chớ không muốn sôi động, ông nói nếu ông muốn làm chính trị thì sao ông phải ở ẩn mà đã làm từ trước rồi. Vua Nghiêu phân tích thuyết phục hồi lâu nhưng ông vẫn kiên tâm bền chí dứt khoát không đồng ý, nhà vua đành phải dã biệt ra về phái người đi tìm hiền kẻ hiền tài khác.
Sau khi nhà vua đi khỏi Hứa Do lập tức ra bờ suối rửa tai coi như mình chưa từng nghe thấy gì cả, tại đây ông gặp một nhân vật Sào Phủ cũng là ẩn sĩ trứ danh thời đó đang dắt trâu xuống suối uống nước. Sào Phủ nghe xong câu chuyện của Hứa do liền dắt trâu đi chỗ khác vì không muốn cho trâu uống phải thứ nước đã hoen ố, và điển tích trên đã trở thành mẫu mực về sự không màng danh lợi trong các tác phẩm văn học đời sau.

## xem thêm
- Sào Phủ Hứa Do
- thiện nhượng
- đế Nghiêu

## tham khảo
- sách "Cổ học tinh hoa" truyện Sào Phủ Hứa Do
- sách Thượng Hạ Ngũ Thiên Niên - phần Nghiêu Thuấn nhường ngôi
- kinh Thượng Thư - thiên Nghiêu điển
- Sử Ký Tư Mã Thiên - Ngũ Đế bản kỷ và Cao Sĩ truyện